# 亀井善行
亀井 善行（かめい よしゆき、本名・旧登録名：亀井 義行〈読み同じ〉、1982年7月28日 - ）は、奈良県大和郡山市出身の元プロ野球選手（外野手・内野手、右投左打）、プロ野球コーチ。
2022年シーズンからは読売ジャイアンツの一軍コーチを務めている。

## 経歴

### プロ入り前
保育園時代に7つ上の兄にキャッチボールを教えてもらい小学校1年で野球を始め、中学時代はボーイズリーグ「オール大和」のエースとして全国大会、ボーイズリーグ日本代表として世界大会を制覇。上宮太子高等学校でもエースとして2000年の第72回選抜高等学校野球大会に出場。1回戦で明徳義塾高等学校に敗退。全国高等学校野球選手権大阪大会は準々決勝で北陽高等学校に敗れる。大学は中央大学商学部に進学。内野手（主に指名打者）として1年春からレギュラーで出場。2年生になると外野手にコンバートされた。東都大学野球リーグでMVP1回・ベストナイン3回を受賞し、4年時には東都通算10人目の通算100安打を達成、主将として2004年秋季リーグで25年ぶりの一部優勝に貢献した。同年の世界大学野球選手権大会で日本代表に選ばれ、銀メダル獲得に貢献している。リーグ通算108試合出場、401打数101安打、打率.252、13本塁打、53打点。
2004年のドラフト会議で読売ジャイアンツから4巡目指名を受け入団。背番号は「25」。

### 巨人時代
2005年、二軍で打率.320、10本塁打、6盗塁を記録し、7月9日の広島東洋カープ戦でマイク・ロマノからプロ初安打を記録した。シーズンオフに結婚を発表。
2006年、3月31日の横浜ベイスターズとの開幕戦に「8番・右翼手」で出場し、3打数2安打4打点と活躍。6月29日の対横浜戦で山口俊からプロ入り初本塁打を放った。しかし65試合の出場にとどまり、打率も辛うじて2割を超える程度しか残せなかった。
2007年、李承燁が背番号25をこの年から着用することが決まったため、背番号を「35」に変更。1番打者候補と期待されたが、前年より出場機会を減らし20試合で23打席にとどまった。オフには高橋由伸と沖縄県で自主トレを行った。
2008年は谷佳知の不振により開幕6試合目で2番打者として起用されると、4月3日の中日ドラゴンズ戦（東京ドーム）で1番・高橋、3番・小笠原道大と共に川上憲伸から球団9年ぶりとなる3者連続本塁打を放ち、チームのシーズン初勝利に貢献。5月からは1番打者に定着したが、5月26日の対北海道日本ハムファイターズ戦で右足関節を捻挫し翌日出場選手登録を外れた。7月25日に一軍復帰するが、谷との併用が続いた。この年は96試合に出場し、打率.268、5本塁打、23打点の成績を残した。中日ドラゴンズとのクライマックスシリーズでは第1戦で負傷した鈴木尚広に代わり第2戦から1番で先発出場。14打数7安打1打点の活躍でチームの日本シリーズ出場に貢献。日本シリーズにも出場し、第2戦では大沼幸二から同点適時打、第5戦は打線の7回の涌井秀章からの5連打の一人となったり、第6戦では帆足和幸からチーム唯一の得点となる適時打を放った。第7戦では5番を任され、初回に相手先発の西口文也が自身の打席で暴投して先制点が入り、なおも一死二・三塁のチャンスだったがセカンドゴロに倒れ得点できず、後続の李承燁も倒れてしまった。2回に坂本勇人のソロ本塁打で2点にリードを広げるも、これ以降西武投手陣の継投の前に走者を出せず、8回に逆転され日本一を逃した。第7戦は無安打に終わってしまい前述の暴投で先制後のチャンスを逃したのが響く形となってしまったが、一定の活躍を見せた。翌年からは清水隆行の移籍により空いた背番号「9」を着用することが決まった。
2009年は開幕前の3月に開催された第2回ワールド・ベースボール・クラシック（WBC）の日本代表に選出された。同大会では3試合の出場で1安打1犠打1盗塁を記録。
シーズンでは規定打席に達したことすらなく実績に乏しい亀井が選ばれたのは、守備を高く評価していた高代延博内野守備走塁コーチの強い推薦によるものだった。レギュラーシーズンでは「1番・右翼手」で開幕先発出場。当初は調子が上がらず谷と併用されたが、4月25日の対中日戦で左腕の岩瀬仁紀から代打逆転サヨナラ3点本塁打を放った。それでもしばらくは併用での出場が続いたが、交流戦以降は投手の左右に関係なくスタメンで起用されるようになる。中盤からは李承燁の不調により5番に定着、以降は一塁手としての起用も増えた。6月下旬に25打席無安打、8月には28打席無安打とスランプを経験したが、シーズン25本塁打のうち18本塁打、74三振のうち50三振を7月以降に記録した。球団記録に並ぶ3本のサヨナラ本塁打を放ち、初の規定打席に到達。自己最多の134試合に出場した。日本ハムとの日本シリーズでも第5戦での武田久からの同点本塁打を放つなど、日本一に貢献し優秀選手賞を受賞。オフには初のタイトルとなるゴールデングラブ賞に選ばれ、推定年俸も倍増となった。U-26 NPB選抜 対 大学日本代表にはオーバーエイジで出場。日韓クラブチャンピオンシップも「5番・右翼手」で出場し勝利に貢献した。

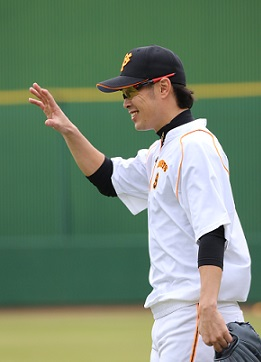
2015年

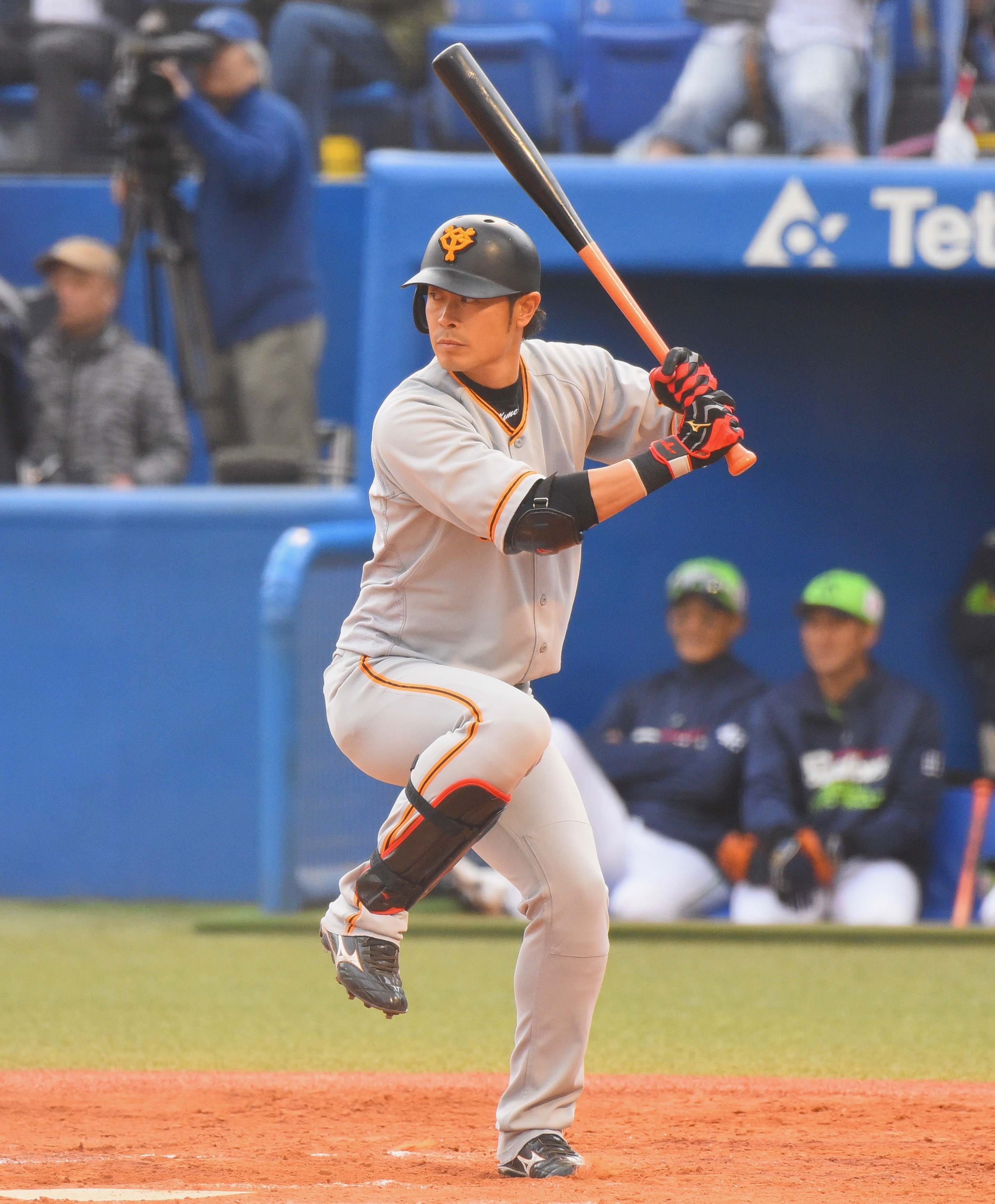
2018年4月7日 明治神宮野球場

2010年は開幕から5番に起用されたものの前年の活躍から一転して不振に陥り、度重なる故障もあってスタメン落ちや3度の二軍落ちを経験。この間にルーキー・長野久義が台頭した影響で出場機会を奪われ71試合の出場に留まり、打率.185、5本塁打、17打点の成績に終わった。11月6日、減額制限を上回る30％減の推定年俸4200万円で契約を更改した。秋季キャンプでは「たぐいまれな器用さがある」と評する原辰徳監督の意向で三塁手へのコンバートが決まり、実戦における守備練習の機会を求めオーストラリアン・ベースボールリーグにも参加した。
2011年、1月に登録を外野手から内野手に変更。サードの開幕スタメンは新外国人のラスティ・ライアルに譲ったが、そのライアルの不調や他の野手の負傷が相次いだことなどで、徐々に出場機会が増えた。5月14日の対広島戦では、本塁打・三塁打・二塁打を打ち、あと単打を打てばサイクル安打達成となる活躍を見せた（第4打席で凡退し、サイクル安打ならず）。ところが、この試合前の練習中にノック打球の直撃を受けて右手薬指を骨折していたことが翌日に判明、チームを離脱した。6月11日に復帰して不振の坂本勇人に代わって1番で先発出場し、自身初の先頭打者本塁打を放った。しかし、一時は3割を記録していた打率もシーズン中盤以降急落。右翼手、中堅手、左翼手、一塁手、三塁手と守れるすべてのポジションで先発出場し、打順も1・2・6・7・8番を経験するなど111試合に出場したが定位置確保には至らなかった。
2012年、三塁手として新加入の村田修一とレギュラーを争う予定だったが、チーム事情から主に外野手として出場。5月2日の対広島戦では自身の守備のミスでチームが敗北。試合後、原監督は「見苦しい。一晩中寝ないで反省してほしい」と厳しいコメントを出した。しかし、翌日の同カードで汚名返上となる決勝本塁打を放ち、涙ながらにヒーローインタビューに応えた。また、このプレーで5月のジョージア魂賞を受賞した。9月22日対ヤクルト戦の9回表に公式戦で初めて二塁の守備に就いた。しかし、4月に頭部死球で鼻骨骨折、7月に左親指捻挫など怪我に苦しんだこともありレギュラー再奪取は果たせず。打率.236に対し長打率.409と長打力を発揮したものの、2010年を下回る60試合、117打席の出場に留まった。日本シリーズ・アジアシリーズ制覇に貢献。
2013年1月7日に登録名を「亀井 善行」に変更することが発表され、登録も外野手に戻った。しかしキャンプイン直後の2月2日に練習のしすぎで左脹脛の肉離れを発症し戦線離脱。4月19日に二軍で実戦復帰し公式戦7試合で打率.188だったものの、5月3日に一軍復帰。同月10日の対横浜戦で4年ぶり自己最多タイの1試合4打点を記録し、また25日のオリックス戦では球団通算5500勝を自身の4年ぶりの逆転サヨナラ打で決めた。復帰後はレギュラーに定着し、主に「2番・右翼手」で先発出場するなど86試合に出場した。東北楽天ゴールデンイーグルスとの日本シリーズではファインプレーで最も大会を沸かせた選手として特別賞のベースボールヒーローズ賞を受賞した。
2014年2月26日の試合前練習中に内野ノックで捕球する際に右手に打球を受け、右手人差し指第一関節の骨折と診断される。その後手術を受け回復、5月17日の二軍戦で実戦復帰し、5月31日の対オリックス戦で一軍復帰。「7番・右翼手」で先発出場すると0対0で迎えた延長12回表に馬原孝浩から決勝のソロ本塁打を放った。その後も右翼手のレギュラーとして先発出場を続け、勝負強い打撃と守備でチームの勝利に貢献。チームを2度目の交流戦優勝に導き、交流戦MVPを獲得した。69試合の出場ながら3割近い打率を残した。クライマックスシリーズではファイナルステージで阪神と対戦。チームはストレートの4連敗で敗退したが、第3戦ではランディ・メッセンジャー、第4戦には能見篤史からそれぞれソロ本塁打を打つなど、不振だった打撃陣においてレスリー・アンダーソンと共に気を吐いた。オフの10月21日に、「日本プロ野球80周年記念試合」の阪神・巨人連合チームに選出されたことが発表された
2015年7月7日のヤクルト戦でプロ入り初の4番打者を任され、巨人の第84代4番打者となった。これについては「全く、想像していなかった。巨人の四番ですから。簡単じゃないのは分かっているし」と述べた。7月16日に、第1回WBSCプレミア12の日本代表第1次候補選手に選出されたことが発表された。また、シーズンを通しては規定打席にはあと11打席足りなかったものの、4年ぶりの100試合以上出場を果たし、打率.272、6本塁打、35打点の成績を残した。
2016年は開幕戦から「6番・左翼手」として先発出場を続けたが6月16日の出場登録抹消から9月2日の再登録まで下半身の故障などで約3か月二軍調整を余儀なくされるなど66試合の出場にとどまる。契約更改では、ほぼ減額制限並みの2000万円減となる推定年俸5000万円でサイン。
2017年は開幕から代打出場が多く、6月18日の千葉ロッテマリーンズ戦では逆転サヨナラ3点本塁打を記録するなどしばしば殊勲打を放った。後半戦からは左翼での先発出場が多くなり、最終的に109試合の出場で打率自体は平凡だったものの得点圏打率は3割後半の高打率を記録したこともあり前年の倍以上の打点を記録した。12月22日、200万円増となる推定年俸5200万円で契約を更改した。
2018年は開幕二軍スタートだったものの、陽岱鋼の故障離脱で一軍に昇格すると、長野ら他の外野手の不振などもあり先発出場が増えた。8月1日のDeNA戦で2009年以来9年ぶりの2桁本塁打を記録した。シーズン中盤までは好調をキープしていたもの、8月以降疲労もあり急失速した。対左投手時はスタメンを外れる機会も多く打率は.254にとどまったが、123試合に出場して自身9年ぶり2度目の規定打席に到達した。12月3日、1800万円増となる推定年俸7000万円で契約を更改した。
2019年は開幕当初からレギュラー外野手で使われる機会が増え、中盤戦からは1番打者として起用された。前年に続き規定打席に到達し、本塁打、打点は前年並みだったものの、キャリア2位の131試合に出場して打率は大きく上回る.284を記録し、優勝に貢献した。福岡ソフトバンクホークスとの日本シリーズでは、第2戦まで無安打も第3戦では初回にリック・バンデンハークから先頭打者本塁打、第2打席にも一時同点となるソロ本塁打を打ち、2打席連続本塁打を記録した。このシリーズでチームは勝ち星なしの4連敗で敗退したがこの2打席連続本塁打の活躍が評価され、シリーズ敢闘選手賞を受賞した。オフの契約更改ではプロ15年目で初の大台を越える4000万円増となる推定年俸1億1000万円でサインした。
2020年7月9日の阪神戦（阪神甲子園球場）で、9回表に藤川球児からライト前へ適時打を打ち、これが球団史上最年長（37歳11か月）での1000安打に到達した。8月13日に自身10度目のサヨナラ打を記録し、ヒーローインタビューでは「試合時間3秒だったんですけど」とコメントした。この年は松原聖弥の台頭やゼラス・ウィーラーが加入したこともあり、先発出場は激減し代打での出番が増えた。さらに9月25日に左脚内転筋違和感のため登録を抹消された。この抹消以降はシーズン中に一軍昇格できず51試合の出場に終わった。一方日本シリーズで復帰し、第1戦から第3戦まで先発出場するも無安打に終わった。第4戦ではスタメン落ちし、9回表二死一・二塁のチャンスに代打で登場するも二飛に倒れ、シリーズ最後の打者となってしまい日本シリーズは2年連続4連敗での敗退となった。12月15日、1000万円減となる推定年俸1億円で契約を更改した。
2021年3月26日の開幕戦（対DeNA・東京ドーム）で9回裏に先頭・小林誠司の代打で登場し、三嶋一輝からサヨナラ本塁打を打った。開幕戦での代打サヨナラ本塁打はプロ野球史上初のことである。6月5日の北海道日本ハムファイターズ戦で通算100号本塁打を達成。10月21日、同年シーズン限りでの現役引退を表明した。10月23日のヤクルト戦（東京ドーム）で引退試合が行われた。5回一死満塁の場面に代打で登場。前年までの同僚・田口麗斗から2球目を打って三塁ゴロに終わった。次の回は一度右翼の守備位置に就いたが、すぐに変更のアナウンスがあり、ライトスタンドのファンにお辞儀をし、目に涙を浮かべながら同僚とグータッチや抱擁をしてベンチに下がった。試合後の引退セレモニーでは、自身のドラフト指名から活躍をまとめた映像がオーロラビジョンで流れた後、かつての同僚・高橋由伸、小笠原道大、アレックス・ラミレス、内海哲也からビデオメッセージを受け、チームの主将・坂本勇人から花束を手渡された。挨拶では涙を流しながら関係者やファンに感謝を伝えただけでなく、「（吉川）尚輝、ポジティブにがんばれよ。（松原）聖弥、あんたは天才だから、もうちょっとだけ頭使っていけよ。きっしゃん（岸田行倫）お疲れ。（坂本）勇人、あとは任せた。3000本目指して頑張ってください。」と一部の後輩に対してユーモアも交えたメッセージを送った。最後はグラウンド内を一周すると、本塁ベース上で背番号と同じ9度、胴上げされた。引退試合後もチームに帯同し、クライマックスシリーズにも計3試合出場。現役最後の試合はヤクルトと対戦した11月12日のファイナルステージ第3戦（神宮）で、自身は「2番・左翼手」として先発出場。3回表の第2打席には、金久保優斗から右前に現役最後の安打を記録。現役最終打席は7回表二死からアルバート・スアレスと対戦し、151km/hの球に空振り三振。直後の守備からベンチに退き、現役生活を終えた。

### 現役引退後
2021年11月15日、読売ジャイアンツの一軍外野守備走塁コーチへの就任が発表された。背番号は79。
2022年には送球に課題があったアダム・ウォーカーと二人三脚で指導を重ね、6月28日の中日戦では、4回に左翼から本塁へノーバウンド送球で補殺を決めたウォーカーに「涙出そうになっちゃったよ。努力のたまものです」と自分のことのように喜んでいた。
同年10月13日、一軍打撃コーチへの配置転換が発表された。
2023年10月27日、一軍外野守備兼走塁コーチへの配置転換が発表された。
2024年10月28日、再び一軍打撃コーチへの配置転換が発表された。

## 選手としての特徴

### 打撃
無駄な動きの少ない安定したスイングから「内角低めを事もなげに打ち返す」巧打が特徴。第2回WBCで同僚となった稲葉篤紀の打撃フォームを参考にし、2009年は25本塁打を記録するなど自己最高の結果を残したが、翌2010年から2012年にかけてスランプに陥った。その理由として「さらなる長打力を求めて上半身のトレーニングに励んだ結果、筋肉のバランスを崩したことが原因」との一説がある。2013年からは長打へのこだわりを捨て、グリップの位置を下げてややオープンスタンス気味に構え、フォームを一本足打法からすり足打法に変更したことで低めの変化球にも対応できるようになった。バットはミズノ社が製造するグリップが細いイチローモデルを使用している。
かつては左投手を苦手としていたため一軍に定着できずにいたが、2008年シーズンに対左打率.283を残して徐々に対応し始め、以降も2010年までの通算対右打率.263に対して通算打率.257と投手の左右を苦にしなくなった。初球から積極的に振っていく打撃スタイルだが、選球眼に難があり高めのボール球のスイング率が高い。勝負強さが持ち味であり、一軍に定着した2008年から2013年にかけての通算得点圏打率を.270 としている。

### 守備・走塁
入団当初から、遠投115メートルの強肩と守備範囲の広さを首脳陣に高く評価されていた。特に肩の強さに関しては12球団トップクラスとも言われ、第2回WBC出場時にチームメイトとなった日本人外野手屈指の強肩を誇るイチローからも称賛されている。レギュラーに定着した2009年には、定位置の右翼手に加え李承燁との日替わりで一塁手としても出場し、2011年からは三塁手、二塁手としてもプレーしたが、2016年からは本人の希望で外野手に専念した。走塁面では一塁到達3.87秒の俊足を誇るが、盗塁は最高でも2009年の12個と企図・成功ともに少ない。

## 人物
愛称は「カメ」、「イケおじ」。
優しく穏やかで人懐っこい性格であり、チームメイトからの人望も厚い。
2017年6月18日のロッテ戦では、好機で前の打者ケーシー・マギーが2打席連続で敬遠され、自身はいずれも凡退。その後、1点を追う延長12回。またも好機で相手バッテリーはマギーと勝負を避け、亀井との勝負を選択。3打席連続で前の打者が敬遠される屈辱を味わうも、逆転サヨナラスリーランを放ち、雪辱を果たした。ベースを一周する際は号泣しており、続くヒーローインタビューの途中まで涙が止まらなかったことから、非常に負けず嫌いで熱い一面を持っている。また、ヒーローインタビューの際には「これで最後だめだったら命を取られると思って、そのくらいの気持ちでいきました」とコメントを残している。

## 詳細情報

### 年度別打撃成績
| 年 度      | 球 団      | 試 合 | 打 席 | 打 数 | 得 点 | 安 打 | 二 塁 打 | 三 塁 打 | 本 塁 打 | 塁 打 | 打 点 | 盗 塁 | 盗 塁 死 | 犠 打 | 犠 飛 | 四 球 | 敬 遠 | 死 球 | 三 振 | 併 殺 打 | 打 率 | 出 塁 率 | 長 打 率 | O P S |
| ---------- | ---------- | ----- | ----- | ----- | ----- | ----- | -------- | -------- | -------- | ----- | ----- | ----- | -------- | ----- | ----- | ----- | ----- | ----- | ----- | -------- | ----- | -------- | -------- | ----- |
| 2005       | 巨人       | 20    | 45    | 42    | 1     | 6     | 2        | 0        | 0        | 8     | 1     | 0     | 0        | 1     | 0     | 1     | 0     | 1     | 15    | 0        | .143  | .182     | .190     | .372  |
| 2006       | 巨人       | 65    | 151   | 141   | 13    | 29    | 12       | 1        | 3        | 52    | 18    | 1     | 0        | 1     | 3     | 5     | 0     | 1     | 38    | 2        | .206  | .233     | .369     | .602  |
| 2007       | 巨人       | 20    | 23    | 19    | 3     | 3     | 1        | 0        | 1        | 7     | 3     | 1     | 0        | 0     | 1     | 3     | 0     | 0     | 7     | 0        | .158  | .261     | .368     | .629  |
| 2008       | 巨人       | 96    | 298   | 276   | 41    | 74    | 21       | 3        | 5        | 116   | 23    | 7     | 5        | 5     | 0     | 14    | 0     | 3     | 43    | 5        | .268  | .311     | .420     | .731  |
| 2009       | 巨人       | 134   | 547   | 490   | 79    | 142   | 25       | 4        | 25       | 250   | 71    | 12    | 7        | 4     | 3     | 45    | 3     | 5     | 74    | 7        | .290  | .354     | .510     | .864  |
| 2010       | 巨人       | 71    | 220   | 205   | 22    | 38    | 13       | 0        | 5        | 66    | 17    | 4     | 2        | 1     | 2     | 9     | 0     | 3     | 38    | 4        | .185  | .228     | .322     | .550  |
| 2011       | 巨人       | 111   | 308   | 284   | 27    | 70    | 13       | 2        | 3        | 96    | 24    | 7     | 1        | 8     | 1     | 14    | 3     | 1     | 43    | 5        | .246  | .283     | .338     | .621  |
| 2012       | 巨人       | 60    | 117   | 110   | 12    | 26    | 7        | 3        | 2        | 45    | 11    | 0     | 0        | 2     | 0     | 4     | 1     | 1     | 13    | 3        | .236  | .270     | .409     | .679  |
| 2013       | 巨人       | 86    | 324   | 296   | 31    | 76    | 17       | 0        | 3        | 102   | 25    | 3     | 2        | 9     | 1     | 17    | 0     | 1     | 36    | 5        | .257  | .298     | .345     | .643  |
| 2014       | 巨人       | 69    | 268   | 240   | 31    | 71    | 17       | 1        | 8        | 114   | 26    | 3     | 1        | 4     | 2     | 19    | 1     | 3     | 30    | 4        | .296  | .352     | .475     | .827  |
| 2015       | 巨人       | 109   | 432   | 382   | 42    | 104   | 21       | 0        | 6        | 143   | 35    | 8     | 1        | 3     | 6     | 40    | 0     | 1     | 59    | 6        | .272  | .338     | .374     | .712  |
| 2016       | 巨人       | 66    | 240   | 226   | 21    | 57    | 14       | 0        | 3        | 80    | 23    | 0     | 2        | 3     | 0     | 11    | 0     | 0     | 35    | 7        | .252  | .287     | .354     | .641  |
| 2017       | 巨人       | 109   | 277   | 247   | 20    | 62    | 16       | 0        | 6        | 96    | 47    | 1     | 0        | 0     | 2     | 27    | 1     | 1     | 38    | 4        | .251  | .325     | .389     | .714  |
| 2018       | 巨人       | 123   | 461   | 422   | 47    | 107   | 20       | 0        | 13       | 166   | 49    | 4     | 0        | 0     | 1     | 36    | 2     | 2     | 70    | 6        | .254  | .315     | .393     | .708  |
| 2019       | 巨人       | 131   | 503   | 450   | 67    | 128   | 27       | 2        | 13       | 198   | 55    | 9     | 1        | 3     | 5     | 45    | 3     | 0     | 91    | 6        | .284  | .346     | .440     | .786  |
| 2020       | 巨人       | 51    | 156   | 141   | 21    | 36    | 7        | 0        | 2        | 49    | 17    | 0     | 1        | 1     | 2     | 11    | 0     | 1     | 21    | 3        | .255  | .310     | .348     | .657  |
| 2021       | 巨人       | 92    | 206   | 186   | 15    | 40    | 12       | 1        | 3        | 63    | 17    | 1     | 1        | 2     | 3     | 13    | 1     | 2     | 47    | 3        | .215  | .270     | .339     | .608  |
| 通算：17年 | 通算：17年 | 1413  | 4576  | 4157  | 493   | 1069  | 245      | 17       | 101      | 1651  | 462   | 61    | 24       | 47    | 32    | 314   | 15    | 26    | 698   | 70       | .257  | .311     | .397     | .708  |

### WBCでの打撃成績
| 年 度 | 代 表 | 試 合 | 打 席 | 打 数 | 得 点 | 安 打 | 二 塁 打 | 三 塁 打 | 本 塁 打 | 塁 打 | 打 点 | 盗 塁 | 盗 塁 死 | 犠 打 | 犠 飛 | 四 球 | 敬 遠 | 死 球 | 三 振 | 併 殺 打 | 打 率 | 出 塁 率 | 長 打 率 |
| ----- | ----- | ----- | ----- | ----- | ----- | ----- | -------- | -------- | -------- | ----- | ----- | ----- | -------- | ----- | ----- | ----- | ----- | ----- | ----- | -------- | ----- | -------- | -------- |
| 2009  | 日本  | 3     | 2     | 1     | 0     | 1     | 0        | 0        | 0        | 1     | 0     | 1     | 1        | 1     | 0     | 0     | 0     | 0     | 0     | 0        | 1.000 | 1.000    | 1.000    |

### 年度別守備成績
| 年 度 | 球 団 | 一塁  | 一塁  | 一塁  | 一塁  | 一塁  | 一塁     | 二塁  | 二塁  | 二塁  | 二塁  | 二塁  | 二塁     | 三塁  | 三塁  | 三塁  | 三塁  | 三塁  | 三塁     | 外野  | 外野  | 外野  | 外野  | 外野  | 外野     |
| 年 度 | 球 団 | 試 合 | 刺 殺 | 補 殺 | 失 策 | 併 殺 | 守 備 率 | 試 合 | 刺 殺 | 補 殺 | 失 策 | 併 殺 | 守 備 率 | 試 合 | 刺 殺 | 補 殺 | 失 策 | 併 殺 | 守 備 率 | 試 合 | 刺 殺 | 補 殺 | 失 策 | 併 殺 | 守 備 率 |
| ----- | ----- | ----- | ----- | ----- | ----- | ----- | -------- | ----- | ----- | ----- | ----- | ----- | -------- | ----- | ----- | ----- | ----- | ----- | -------- | ----- | ----- | ----- | ----- | ----- | -------- |
| 2005  | 巨人  | -     | -     | -     | -     | -     | -        | -     | -     | -     | -     | -     | -        | -     | -     | -     | -     | -     | -        | 15    | 20    | 0     | 0     | 0     | 1.000    |
| 2006  | 巨人  | -     | -     | -     | -     | -     | -        | -     | -     | -     | -     | -     | -        | -     | -     | -     | -     | -     | -        | 52    | 61    | 4     | 0     | 1     | 1.000    |
| 2007  | 巨人  | -     | -     | -     | -     | -     | -        | -     | -     | -     | -     | -     | -        | -     | -     | -     | -     | -     | -        | 10    | 10    | 0     | 0     | 0     | 1.000    |
| 2008  | 巨人  | -     | -     | -     | -     | -     | -        | -     | -     | -     | -     | -     | -        | -     | -     | -     | -     | -     | -        | 85    | 119   | 1     | 2     | 0     | .984     |
| 2009  | 巨人  | 47    | 345   | 23    | 3     | 22    | .992     | -     | -     | -     | -     | -     | -        | -     | -     | -     | -     | -     | -        | 104   | 194   | 5     | 2     | 2     | .990     |
| 2010  | 巨人  | 22    | 115   | 12    | 1     | 3     | .992     | -     | -     | -     | -     | -     | -        | -     | -     | -     | -     | -     | -        | 58    | 94    | 5     | 0     | 3     | 1.000    |
| 2011  | 巨人  | 43    | 209   | 20    | 0     | 13    | 1.000    | -     | -     | -     | -     | -     | -        | 42    | 18    | 65    | 5     | 6     | .943     | 49    | 34    | 1     | 1     | 0     | .972     |
| 2012  | 巨人  | 17    | 81    | 8     | 0     | 10    | 1.000    | 1     | 0     | 0     | 1     | 0     | .000     | 1     | 0     | 0     | 0     | 0     | .000     | 32    | 28    | 1     | 0     | 0     | 1.000    |
| 2013  | 巨人  | 19    | 33    | 4     | 1     | 3     | .974     | -     | -     | -     | -     | -     | -        | 3     | 0     | 1     | 0     | 0     | 1.000    | 83    | 103   | 3     | 1     | 0     | .991     |
| 2014  | 巨人  | 4     | 8     | 0     | 1     | 0     | .889     | 1     | 1     | 0     | 0     | 0     | 1.000    | -     | -     | -     | -     | -     | -        | 65    | 94    | 6     | 1     | 1     | .990     |
| 2015  | 巨人  | 8     | 23    | 0     | 1     | 3     | .958     | -     | -     | -     | -     | -     | -        | -     | -     | -     | -     | -     | -        | 106   | 158   | 2     | 2     | 0     | .998     |
| 2016  | 巨人  | -     | -     | -     | -     | -     | -        | -     | -     | -     | -     | -     | -        | -     | -     | -     | -     | -     | -        | 58    | 91    | 6     | 0     | 2     | 1.000    |
| 2017  | 巨人  | -     | -     | -     | -     | -     | -        | -     | -     | -     | -     | -     | -        | -     | -     | -     | -     | -     | -        | 82    | 102   | 2     | 0     | 0     | 1.000    |
| 2018  | 巨人  | -     | -     | -     | -     | -     | -        | -     | -     | -     | -     | -     | -        | -     | -     | -     | -     | -     | -        | 114   | 186   | 7     | 6     | 1     | .970     |
| 2019  | 巨人  | 3     | 3     | 0     | 0     | 0     | 1.000    | -     | -     | -     | -     | -     | -        | -     | -     | -     | -     | -     | -        | 126   | 187   | 6     | 1     | 1     | .995     |
| 2020  | 巨人  | 2     | 12    | 1     | 0     | 2     | 1.000    | -     | -     | -     | -     | -     | -        | -     | -     | -     | -     | -     | -        | 42    | 49    | 2     | 1     | 0     | .981     |
| 2021  | 巨人  | -     | -     | -     | -     | -     | -        | -     | -     | -     | -     | -     | -        | -     | -     | -     | -     | -     | -        | 51    | 73    | 2     | 0     | 0     | 1.000    |
| 通算  | 通算  | 165   | 484   | 45    | 4     | 34    | .992     | 2     | 1     | 0     | 1     | 0     | .500     | 46    | 18    | 66    | 5     | 6     | .944     | 1132  | 1199  | 43    | 13    | 8     | .990     |

- 各年度の太字はリーグ最高
- 太字年はゴールデングラブ賞受賞

### 表彰
- ゴールデングラブ賞：1回（外野手部門：2009年）
- スカパー! ドラマティック・サヨナラ賞：1回（2009年）
- 月間サヨナラ賞：2回（2017年6月、2021年3・4月）
- 「ジョージア魂」賞：1回（2012年度第3回）
- 日本シリーズ優秀選手賞：1回（2009年）
- 日本シリーズ特別賞

BASEBALL HEROES賞 : 1回（2013年）
- 日本シリーズ敢闘選手賞：1回（2019年）
- セ・パ交流戦 最優秀選手賞（MVP）：1回（2014年）
- アットホームヒーロー・オブ・ザ・イヤー：1回（2017年[64]）
- 月間アットホームヒーロー賞[65]：2回（2013年5月、2017年6月）

### 記録
初記録
- 初出場・初先発出場：2005年7月9日、対広島東洋カープ11回戦（広島市民球場）、「7番・右翼手」で先発出場、4打数1安打
- 初打席：同上、2回表にマイク・ロマノから遊撃ゴロ
- 初安打：同上、6回表にマイク・ロマノから右前安打
- 初打点：2005年7月13日、対中日ドラゴンズ10回戦（札幌ドーム）、8回裏に鈴木義広から右中間へ適時二塁打
- 初盗塁：2006年4月8日、対中日ドラゴンズ2回戦（ナゴヤドーム）、9回表に三盗（投手：岡本真也、捕手：谷繁元信）
- 初本塁打：2006年6月29日、対横浜ベイスターズ9回戦（横浜スタジアム）、5回表に山口俊から右越ソロ

節目の記録
- 1000試合出場：2017年9月2日、対横浜DeNAベイスターズ22回戦（横浜スタジアム）、6回表に石川慎吾の代打で出場、尾仲祐哉から四球 ※史上487人目
- 1000安打：2020年7月9日、対阪神タイガース4回戦（阪神甲子園球場）、9回表に藤川球児から右前適時打 ※史上305人目
- 100本塁打：2021年6月5日、対北海道日本ハムファイターズ2回戦（東京ドーム）、9回裏に杉浦稔大から右越ソロ ※史上302人目[66]

その他の記録
- 開幕戦代打サヨナラ本塁打：2021年3月26日、対横浜DeNAベイスターズ1回戦（東京ドーム）、9回裏に三嶋一輝から右越ソロ ※史上初[66]
- 通算サヨナラ本塁打：7本（2009年3本、2014年、2015年、2017年、2021年）※歴代6位タイ

### 背番号
- 25（2005年 - 2006年）
- 35（2007年 - 2008年、2009年WBC）
- 9（2009年 - 2021年）
- 79（2022年[42] - ） ※日本代表コーチとしても着用

### 登場曲
- 「Must Be Love feat. Smujji」FYA（2005年）
- 「Without Me」Eminem（2006年開幕 - 途中）
- 「thank you」MONKEY MAJIK（2006年途中 - 閉幕）
- 「そのまんま東へ」FUNKY MONKEY BABYS（2007年）
- 「黄金魂」湘南乃風（2008年 - 2010年途中）
- 「ちっぽけな勇気」FUNKY MONKEY BABYS（2009年途中 - 2010年途中）
- 「あとひとつ」FUNKY MONKEY BABYS（2010年途中 - 閉幕）
- 「大切」FUNKY MONKEY BABYS（2011年）
- 「何かひとつ feat. JAY'ED & 若旦那」JAMOSA（2011年）
- 「Brave」ナオト・インティライミ（2012年）
- 「瞬く間。」ハジ→（2013年）
- 「春色。」ハジ→（2014年 - 2016年、2019年途中 - 2021年）
- 「逆転満塁ホ→ムラン☆♪。」ハジ→（2015年途中）
- 「My measure」lecca（2016年開幕戦のみ）
- 「DREAMER」山猿（2017年 - 2018年）
- 「September」Earth, Wind＆Fire（2019年9月27日）

### 登録名
- 亀井 義行（かめい よしゆき、2005年 - 2012年）
- 亀井 善行（かめい よしゆき、2013年 - ）

### 代表歴
- 2009 ワールド・ベースボール・クラシック日本代表